# Erupção do Monte Tambora em 1815
A erupção do Monte Tambora em 1815, entre 5 e 10 de abril daquele ano, foi uma das mais poderosas já registradas. Ela atingiu o nível 7 no Índice de Explosividade Vulcânica (IEV), realizando a maior erupção desde a erupção do lago Taupo no ano 181 d.C. Esta erupção é considerada a maior registrada na Terra, detendo o recorde do volume de matéria expelida: 180 000 000 000 m³ ou 180 km³.
Foi uma erupção explosiva da chaminé central com fluxos piroclásticos e um colapso da caldeira, causando tsunamis e danos extensos em terras e propriedades. Ela criou um efeito de longo prazo sobre o clima mundial. A erupção cessou em 15 de julho de 1815 e a atividade posterior foi registrada em agosto de 1819, consistindo de uma pequena erupção (IEV = 2) com jatos de lava e ruidosos sismos vulcânicos, sendo considerada por alguns com ainda fazendo parte da erupção de 1815. Aproximadamente em 1880 ± 30 anos, Tambora entrou em erupção novamente, mas somente no interior da caldeira. Isto criou pequenos fluxos de lava e a extrusão de um domo de lava. Esta erupção (IEV = 2) criou o cone parasítico Doro Api Toi dentro da caldeira.

## Efeitos
A explosão foi ouvida na ilha de Sumatra (mais de 2 000 km distante). Uma enorme queda de cinza vulcânica foi observada em locais distantes como nas ilhas de Bornéu, Celebes, Java e arquipélago das Molucas. A atividade começou três anos antes, de uma forma moderada, seguindo-se a enorme explosão que lançou material a uma altura de 33 km, que, no entanto, ainda não foi o ponto culminante da atividade. Cinco dias depois, houve material eruptivo lançado a 44 km de altura, escurecendo o céu num raio de 500 km durante três dias e matando cerca de 60 000 pessoas, havendo ainda estimativas de 71 000 mortos, das quais de 11 a 12 mil mortas diretamente pela erupção; a frequentemente citada estimativa de 92 000 mortos é considerada superestimada.
A erupção criou anomalias climáticas globais, pois não houve verão no hemisfério norte em consequência desta erupção, o que provocou a morte de milhares de pessoas devido a falta de alimento com registros estatísticos confiáveis especialmente na Europa, passando o ano de 1816 a ser conhecido como o ano sem Verão. Culturas agrícolas colapsaram e gado morreu, resultando na pior carestia do século XIX. Durante uma escavação em 2004, uma equipe de arqueólogos descobriu artefatos que permaneceram enterrados pela erupção de 1815. Eles mantinham-se intactos sob três metros de depósitos piroclásticos. Neste sítio arqueológico, apelidado "a Pompeia do Oriente", os artefatos foram preservados nas posições que ocupavam em 1815. Depois da erupção, a montanha do vulcão ficou com metade da altura anterior e formou-se uma enorme caldeira, hoje contendo um lago.